# Operace Ochre
Operace Ochre bylo krycí označení plánovaného výsadku do Francie a dále do Protektorátu Čechy a Morava. Výsadek byl organizován Zvláštní skupinou D při exilovém Ministerstvu národní obrany v Londýně. Zrušena byla z důvodu pominutí důvodů pro výsadek.

## Složení a úkoly
Jediným příslušníkem výsadku byl voj. Václav Michal. Úkolem bylo prověřit možnosti vytvoření kurýrní cesty do protektorátu a zpět do Anglie. K dalším úkolům patřil zpravodajský sběr informací a prověření možností útěku na Slovensko.

## Činnost
Michal se měl po vysazení ve Francii dostat v uniformě vojína Wehrmachtu do protektorátu a po splnění stanovených úkolů se pozemní cestou vrátit zpět do Anglie. Výsadek byl připravován společně se SOE. Operace byla zrušena poté, co se podařilo navázat radiové spojení s výsadky Calcium a Barium.